# Тилен
Тилен (нем. Tielen) — община в Германии, в земле Шлезвиг-Гольштейн. 
Входит в состав района Шлезвиг-Фленсбург. Подчиняется управлению Штапельхольм.  Население составляет 300 человек (на 31 декабря 2010 года). Занимает площадь 13,32 км².